# Centostazioni
Centostazioni (dosłownie 100 stacji) – spółka akcyjna należąca w 60% do grupy Ferrovie dello Stato a 40% do Archimede 1, zarządzająca 103-ma włoskimi dworcami kolejowymi.

## Lista stacji

### Abruzja
- Chieti
- L’Aquila
- Pescara Centrale

### Apulia
- Barletta
- Brindisi
- Foggia
- Lecce
- Tarent

### Basilicata
- Potenza Centrale

### Dolina Aosty
- Aosta

### Emilia-Romania
- Cesena
- Faenza
- Ferrara
- Forli
- Modena
- Parma
- Piacenza
- Rawenna
- Reggio nell’Emilia
- Rimini

### Friuli-Wenecja Julijska
- Gorizia Centrale
- Monfalcone
- Pordenone
- Udine
- Trieste Centrale

### Kalabria
- Catanzaro Lido
- Reggio di Calabria Centrale
- Villa San Giovanni

### Kampania
- Benevento
- Caserta
- Napoli Campi Flegrei
- Napoli Mergellina
- Salerno

### Lacjum
- Civitavecchia
- Formia
- Orte
- Roma Ostiense
- Roma Trastevere

### Liguria
- Chiavari
- Genova Sampierdarena
- Imperia Porto Maurizio
- La Spezia Centrale
- Rapallo
- San Remo
- Savona
- Ventimiglia

### Lombardia
- Bergamo
- Brescia
- Como San Giovanni
- Cremona
- Desenzano del Garda-Sirmione
- Gallarate
- Lecco
- Lodi
- Mantova
- Milano Lambrate
- Milano Porta Garibaldi
- Milano Rogoredo
- Monza
- Pavia
- Sondrio
- Treviglio
- Varese
- Voghera

### Marche
- Ancona
- Ascoli Piceno
- Macerata
- Pesaro

### Molise
- Campobasso
- Termoli

### Piemont
- Alessandria
- Asti
- Biella San Paolo
- Cuneo
- Domodossola
- Novara
- Verbania-Pallanza
- Vercelli

### Sardynia
- Cagliari

### Sycylia
- Catania Centrale
- Messina Centrale
- Messina Marittima

### Toskania
- Arezzo
- Grosseto
- Livorno Centrale
- Lucca
- Massa Centro
- Pisa Centrale
- Pistoia
- Prato Centrale
- Siena

### Trydent-Górna Adyga
- Bolzano/Bozen
- Rovereto
- Trydent

### Umbria
- Asyż
- Foligno
- Perugia
- Terni

### Wenecja Euganejska
- Belluno
- Castelfranco Veneto
- Padwa
- Rovigo
- Treviso Centrale
- Vicenza